# Mwezi Gisabo
Mwezi Gisabo (Mugera, 1840 circa – Ruvumu, 21 agosto 1908) fu re del Burundi dal 1850 al 1908.
Mwei Gisabo è il primo umwami di cui non si posseggono solo testimonianze orali, come i suoi predecessori, ma anche scritte e fotografiche.
Bijoga (o Bijoka o Gisonga), conosciuto anche col nome di guerra di Bikata, figlio di Ntare Rugamba e della mwamikazi Vyano, nasce a Mugera verso il 1840. Alla morte del padre verso il 1850 sale "sul tamburo", probabilmente dodicenne, prendendo il nome di Mwezi Gisabo.
Il suo regno sarà molto lungo e rappresenterà l'apogeo del Burundi precoloniale. Come tutti i Mwezi dovrà occuparsi dell'assestamento interno del regno, venendo dopo un Ntare che si è preoccupato dell'espansione territoriale del paese conquistando nuove terre.
Il suo regno sarà anche molto difficile, insidiato da difficoltà interne ed esterne: conflitti familiari e tentativi di secessione, catastrofi naturali ed invasioni straniere. Mwezi sarà comunque considerato l'ultimo e forse il più grande umwami del Burundi. Il potere dei suoi successori verrà progressivamente svuotato dall'invadenza dei colonizzatori europei fino a ridursi a pura rappresentatività.
(Hans Meyer, 1916.)

## I primi anni del regno
Essendo ancora giovane, il regno di Mwezi Gisabo inizia con una reggenza. Tutori del giovane sovrano sono il fratello maggiore Ndivyariye e Semukata, notabile di corte del clan dei Babibe.
Subito dopo la cerimonia, svoltasi secondo la tradizione, giunge la prima difficoltà.
Ntare Rugamba prima che nascesse Mwezi, aveva designato come suo successore il figlio Twarereye. Questa scelta aveva creato parecchie gelosie, soprattutto nella regina Nziramibango che pretendeva il regno a nome di un suo figlio. Questa, per sottrarre il trono a Twarereye riesce con uno stratagemma a dare una nuova moglie, Vyano, e un nuovo figlio, Bijoga, al consorte quando oramai era già anziano. Proprio su quest'ultimo nato cadrà la nuova scelta della successione.
Il fratello Twarereye considera Mwezi un usurpatore, rifiuta di riconoscere la sua autorità e pretende per sé il titolo. Arriva persino ad impossessarsi con la forza di parecchie capitali reali.
Però tutti i fratelli intervengono a difesa del nuovo re insieme ai familiari della madre e della regina Nziramibango del clan dei Benengwe: Ndivyariye fugge portando in salvo il giovane Mwezi, mentre Rwasha e Birori intervengono militarmente e sbaragliano gli insorgenti. Twarereye stesso muore insieme ai suoi figli. Uno di essi, Rubamba, riuscirà a fuggire a Mutaho e a proclamarsi re prima di subire la stessa sorte dei familiari.
L'uomo forte di questi anni è Ndivyariye. Fratello primogenito del re e suo tutore, responsabile della festa del Muganuro, aveva grande considerazione in corte. Aveva due mogli e numerosi figli. Amministrava due vasti territori, uno al sud nel Bututsi, l'altro nel Bweru, che li aveva posti sotto il controllo diretto dei propri figli.
Giunto alla maggiore età, Mwezi si preoccupò dell'eccessivo potere del fratello e, con la complicità di Rwasha e Birori, interviene per ridurne l'influenza. Non sono ben chiari i risvolti della vicenda, di Ndivyariye non si sente più parlare e da questi fatti nascerà un conflitto tra Mwezi ed i figli di Ndivyariye che si protrarrà fino agli anni '50 del XX secolo.
In quegli anni morì anche il potente fratello Rwasha. Mwezi Gisabo a partire dal 1870 circa aveva pienamente il controllo del regno.

## Calamità naturali
A partire dall'eclisse totale di sole del 22 dicembre 1889, come riferiscono le tradizioni orali, il Burundi vede un susseguirsi di aggressioni naturali, soprattutto climatici ed epidemici. Le cause di queste calamità vennero identificate dalla credenza locale negli stranieri che in quegli anni cominciavano a "scoprire" il Burundi.
- 1882: Epidemia di vaiolo, segnalata anche da Oscar Baumann. Viene chiamata in kirundi igututa. Si diffuse con particolare aggressività e con un alto tasso di mortalità.
- 1889: la grande siccità, chiamata uruzuba (grande sole).
- 1891: Epidemia di peste bovina, chiamata umuryamo, proveniente dalla Somalia. Le due epidemie vengono associate con il termine ikiza, il flagello.
- 1892: Invasione delle pulci penetranti (sarcopsylla penetrans), chiamate imvunja, provenienti dal Congo, e lì introdotte dal Sudamerica.
- 1883: Invasioni delle locuste, dette nzige in swahili, che compromisero per diversi anni i raccolti.
- Tutte queste disgrazie, tra loro interagenti, provocarono un grave periodo di fame, detta amapfa, che decimò (guhonoza) la popolazione abbassando la crescita demografica. Tra il 1880 ed il 1920 la diminuzione della popolazione totale venne stimata dai coloni tedeschi[3] dal 20 al 40%.

## Le intrusioni straniere

### I waswahili: una terra da depredare
Spinti dalla ricerca dell'avorio, commercianti swahili arrivano a toccare la costa orientale del lago Tanganica fin dal 1820. Questo commercio si è sviluppato soprattutto in seguito, con l'installazione a Zanzibar del sultano di Oman nel 1840.
Finanziate da banche indiane, le carovane trovano nuove vie commerciali e, oltre all'avorio sempre più ricercato dal mercato europeo, si concentra presto anche sugli schiavi. Il traffico viene gestito dagli arabi, centri importanti nella zona è il banco di Tabora e il centro di Ujiji.
Il Burundi viene toccato solo marginalmente in questo traffico, non disponendo di importanti branchi di elefanti. Gli intermediari swahili che arrivavano portando tele di cotone o perline venivano chiamati barungwana, arrivavano da Ujiji e i contatti si limitavano nella regione dell'Imbo. Ma nuovi prodotti venivano lentamente introdotti nel mercato locale fino a raggiungere anche l'interno delle colline: olio di palma, pesce secco, capre, sale, zappe. Contemporaneamente anche il paesaggio cominciava lentamente a mutare: le prime case rettangolari sostituivano quelle a pianta circolare tipiche burundesi, abiti di cotone sostituivano i vestiti di scorza di ficus, si vedevano sempre più collane con perline rosse o braccialetti in ottone.
La regione sulle rive del lago Tanganica assumeva sempre più il carattere della modernità (e assumerà sempre più importanza anche con l'arrivo dei tedeschi e con la fondazione di Usumbura), mentre l'interno del paese con la corte di Mwezi il carattere della tradizione.
Centro fondamentale di questi commerci era Ujiji, cittadina a sud del Burundi di tremila abitanti a fine secolo, di cultura swahili anche senza essere convertiti all'Islam, si usavano abiti di cotone, armi da fuoco, habitat urbano.
Sulla riva occidentale del lago, i commercianti fondarono un nuovo centro ad Uvira per meglio controllare i traffici.
Personaggio importante negli anni dopo il 1850 fu il governatore di Ujiji Mwinyi Kheri e, dopo la sua morte nel 1885 di Rumaliza compagno di Tippu Tip. Rumuliza fece costruire, anche in territorio burundese ventiquattro basi fortificate e cercò persino di creare un protettorati a nord del lago.
Cercò anche di penetrare all'interno del Burundi, arrivando persino a bruciare la reggia di Buhoro, ma venne respinto a Kiyenzi dall'esercito di Mwezi Gisabo.

### Gli esploratori: una terra da scoprire

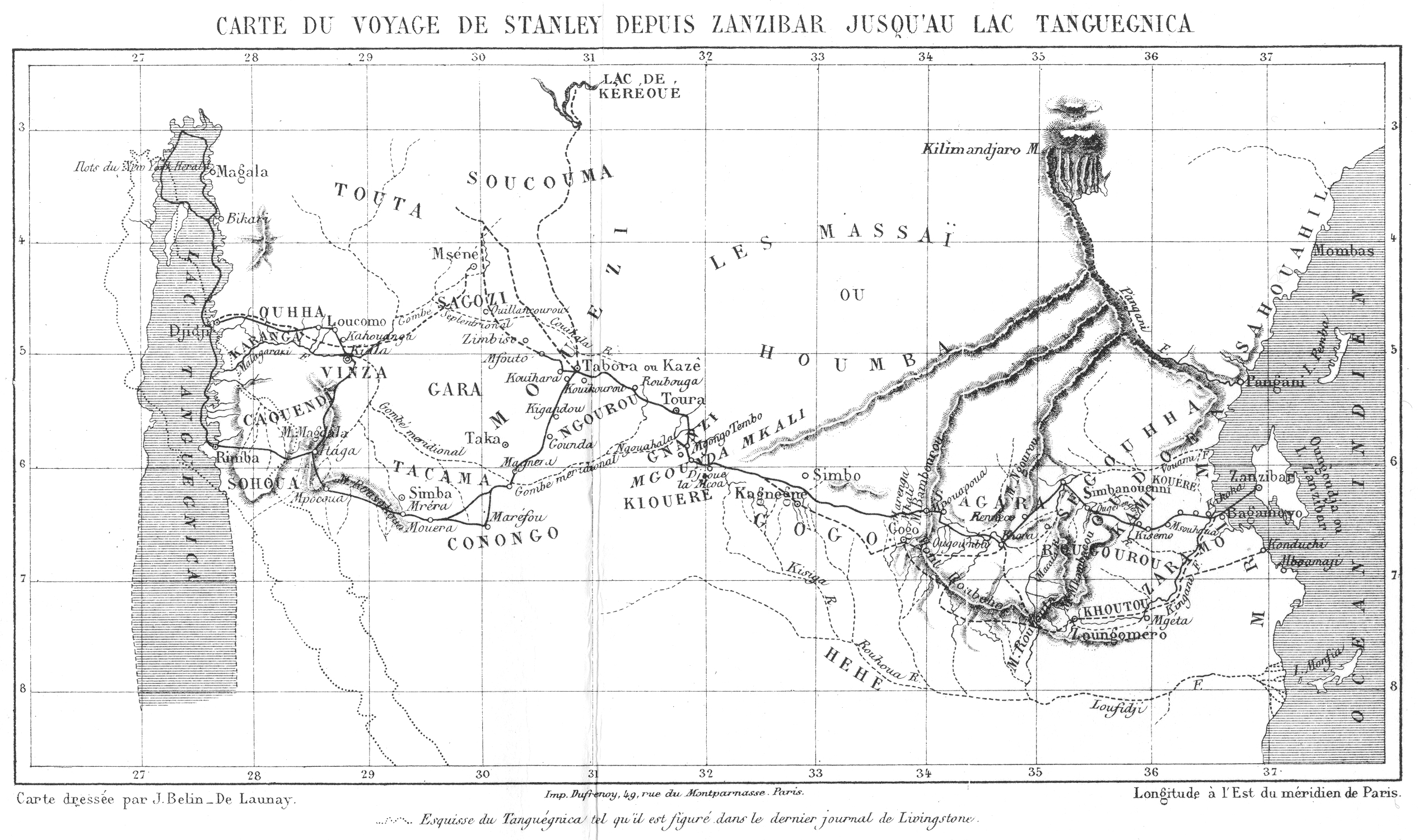
Il viaggio di Stanley da Zanzibar la lago Tanganica

I primi europei ad entrare in Burundi furono due ufficiali britannici dell'armata delle Indie Richard Francis Burton e John Hanning Speke nel 1858.
Arrivati a Ujiji provenienti da Zanzibar con una carovana swahili, si limitarono a costeggiare il lago Tanganika su piroghe, giunti ad Uvira invertirono la rotta e tornarono a Ujiji.
Il 10 novembre 1871 il missionario protestante David Livingstone ed il giornalista statunitense di origine gallese Henry Morton Stanley si incontrarono a Ujiji e percorsero la riva burundese del lago Tanganika fino al delta del fiume Rusizi.

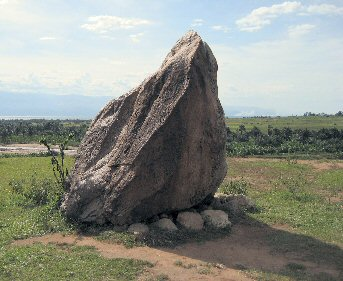
Il monumento sul luogo dell'incontro tra Livingstone e Stanley.

Questi esploratori, inviati dal Foreign Office (Ministero degli Esteri Inglese) e dalla Royal Geographical Society si prefiggevano di approfondire le limitate conoscenze geografiche del tempo, in modo particolare miravano ad identificare le sorgenti del Nilo, oltre che ottenere informazioni di carattere economico e politico. Le informazioni ottenute furono molto superficiali: basti pensare che le mitiche sorgenti del Nilo vennero identificate nel lago Tanganika. Alla conferenza di Berlino del 1885 vennero utilizzate le carte approssimative redatte da Stanley nel 1878.
Obiettivi più legati alla conquista coloniale portarono l'austriaco Oscar Baumann nel settembre 1892, con una missione finanziata dal comitato antischiavista tedesco, ad attraversare il Burundi visitando anche le colline interne e non solo le coste del Tanganika. Scopo del viaggio era anche quello di valutare ed intificare un possibile futuro tragitto di una linea ferroviaria che collegasse la zona alla costa.
Proveniente da est, da Tabara, attraversò il Ruvubu e la foresta della Kibira raggiungendo il lago Tanganika. Da lì riattraversò verso sud-est il paese, abbandonò il Burundi ed entrò in Tanzania.
Baumann scrisse una carta più precisa del Burundi, credette di aver trovato i "monti della luna" dove Tolomeo identificava le sorgenti del Nilo. Infatti chiese il nome di quelle montagne e gli venne risposto "imisozi ya Mwezi" cioè le colline di Mwezi (Gisabo). Per una coincidenza mwezi significa anche luna piena. Anche se non trovò il luogo, ritenne che le sorgenti del fiume Ruvubu erano anche quelle del Nilo.
L'incontro con gli europei è stato piuttosto contrastante: spesso visti come esseri soprannaturali, spesso come dei mostri. Baumann, che fu soprannominato "Bakari", venne seguito ed acclamato come un re. Ebbe anche qualche scaramuccia armata con gli uomini di Gisabo, ma agli occhi degli oppositori venne considerato come il precursore di una nuova dinastia.
Anche Gorge Scott Elliot che attraversò il Burundi due anni più tardi fece la stessa esperienza.

### I missionari: una terra da evangelizzare
Nell'agosto del 1878 giunsero ad Ujiji i primi missionari della London Missionary Society, ma si disinteressano del Burundi.
Nel gennaio dell'anno seguente, arrivarono quattro padri francesi della Société des Missionaires d'Afrique fondata nel 1868 da monsignor Charles Lavigerie: padre Toussaint Deniaud, padre Théophile Dromaux, padre Henri Delaunay, e padre Joseph Augier. L'evangelizzazione del Burundi era così incominciata.
Attirati dalla particolare prosperità e densità della popolazione e dalla scarsa influenza mussulmana, i quattro missionari giungono ad Ujiji, entrano in Burundi e si installano a Rumonge sulle rive del lago Tanganika. L'anno seguente vengono raggiunti da frate Jérome e da Félix D'Hoop, un laico di Bruges, anziano zuavo pontificio.
Senza conoscere il contesto in cui si trovavano, i missionari iniziarono la loro opera raccogliendo e soccorrendo gli orfani. Si trovarono però ben presto implicati, loro malgrado, nel circuito delle tratte. Ad aggravare la situazione, D'Hoop razzia quattro mucche per avere una maggiore forza contrattuale. Il gruppo viene attaccato dagli uomini dello chef Bikari: i padri Deniaud e Augier e lo stesso D'Hoop vengono uccisi, gli altri devono fuggire trovando ospitalità presso la missione di Mulewa, sulla riva opposta del Tanganika. Era il 4 maggio 1881.
Anche Rumaliza intervenne, compiendo rappresaglie contro Bikari, sconsigliando il ritorno dei missionari ed impedendo loro di installarsi ad Uzige, sia nel tentativo del 1884 che di quello del 1891.
I padri vennero confusi dai barundi con gli schiavisti arabizzati, vennero strumentalizzati da questi e non capirono il contesto politico locale e le azioni di vigilanza e di difesa degli uomini di Mwezi Gisabo di salvaguardare le loro colline e la loro popolazione.
Nel frattempo i tedeschi si erano stabiliti a Kajaga, sulle rive del lago Tanganica. Due missionari olandesi, padre Van der Burgt e padre Van den Biesen fondano una missione nelle vicinanze del campo tedesco, a Uzige.
Nel 1898 padre Van der Biesen muore di ematuria, Van der Burgt decide di abbandonare la missione, attraversa il Burundi da ovest ad est e nel Kumoso fonda una nuova missione a Misugi, più strategica perché vicino alla missione tanzaniana di Ushirombo. Ma anche Misugi era mal posizionata, Van der Burgt insieme a padre Van der Wee ed Astruc accompagnati da un fratello ugandese Fortunat il 23 maggio 1898 si stabiliscono definitivamente a Muyaga.
Anch'essi vennero presto coinvolti in diatribe tra capi locali (Senyamurungu e Muzazi) fedeli a Mwezi, la loro casa venne persino incendiata nel marzo del 1899, ma la missione non venne più abbandonata. Muyaga è la prima stabile missione del Burundi che tuttora esiste.
Venne in seguito fondata sulla collina di Mugera una seconda missione, al centro del Burundi. Anche qui problemi con le autorità locali che non volevano accettare la presenza di stranieri. Dovette persino intervenire militarmente l'esercito tedesco con una missione punitiva contro l'armata del re.
È a Mugera che padre Van der Burgt, su appunti di padre Van der Biesen, nel 1903 completa il primo dizionario kirundi-kiswahili-olandese-francese.
La terza missione venne creata nel 1902 in accordo coi tedeschi a Marienheim, l'attuale Buhonga e nel 1905 a Marienseen, l'attuale Kinyinya con notevoli difficoltà.
I missionari protestanti arrivano solo nel 1911 e si installano a Kibimba.